# Двухжилов Олександр Володимирович
Двухжилов Олександр Володимирович (нар. 4 листопада 1946, Київ) — український мовознавець, педагог, перекладач. Кандидат філологічних наук (1980). Засновник української нідерландистики.

## Біографія
Народився 4 листопада 1946 року в Києві. 1970 року закінчив Київський університет, де працює з 1974 року: від 1983 року — доцент кафедри німецької (нині германської) філології; водночас 1979—1981 рр. — молодший науковий співробітник відділу романського і германського мовознавства Інституту мовознавства АН УРСР (Київ).
Напрями наукової діяльності: історія германських мов, перекладознавство, лексикографія, загальне мовознавство.
Автор наукових і художніх перекладів з німецької, нідерландської, фризької мов, статей наукового та науково-методичного характеру. Співавтор німецько-укарїнського та українсько-німецького словника.
Засновник вітчизняної нідерландистики. Першим в Україні запровадив викладання нідерландської та фризької мов. Член Фризької академії, Королівської нідерландської академії наук (1994). Співавтор дослідження «Фризский язык» (Київ, 1984).
Переклав з німецької мови книгу «Социолингвистика» М. Юсселера (К., 1987), з нідерландської мови — «Яка ти, незалежна Україно?» Р. Серрі (К., 1998), «Восточное исповедание веры» К. Лукаріса (С.-Петербург, 2000), «Введение в христианскую этику» Й. Даума (С.-Петербург, 2001).